# Boczek

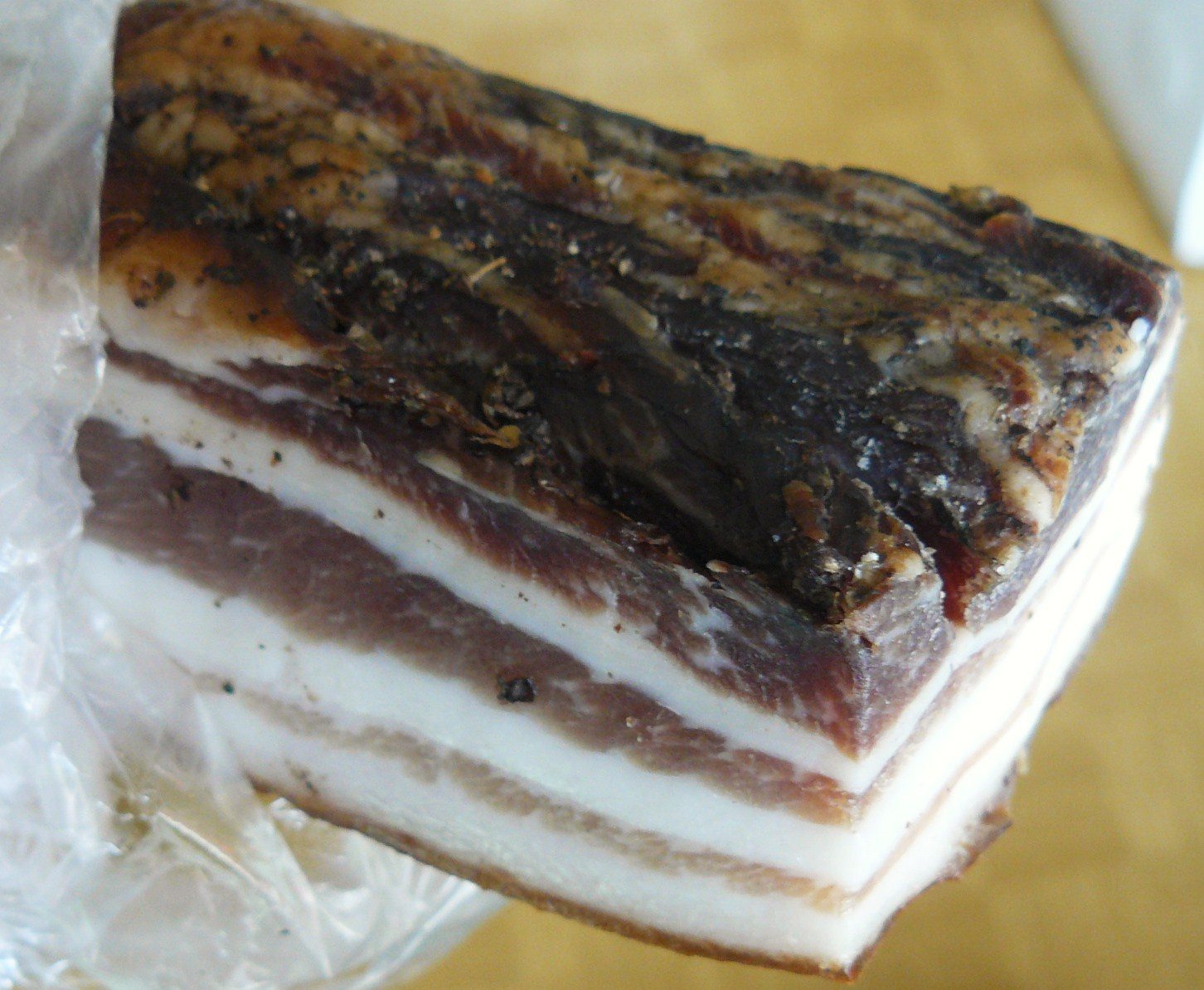
Polski boczek bez konserwantów i barwników

Boczek – pojęcie z dziedziny technologii żywności, oznaczające jedną z zasadniczych części półtuszy wieprzowej oraz potrawy z niej wykonywane.

## Pozyskiwanie boczku

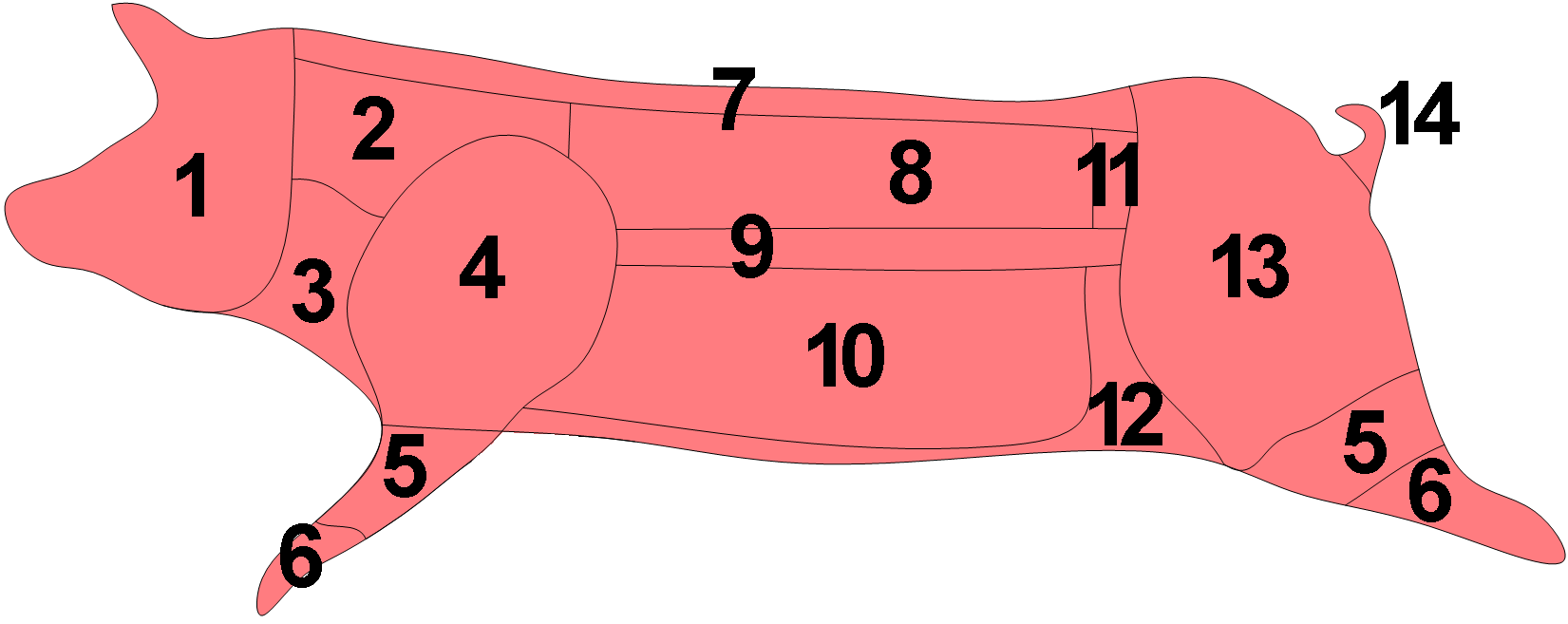
Polski podział półtuszy wieprzowej, boczek jest oznaczony numerem 10.

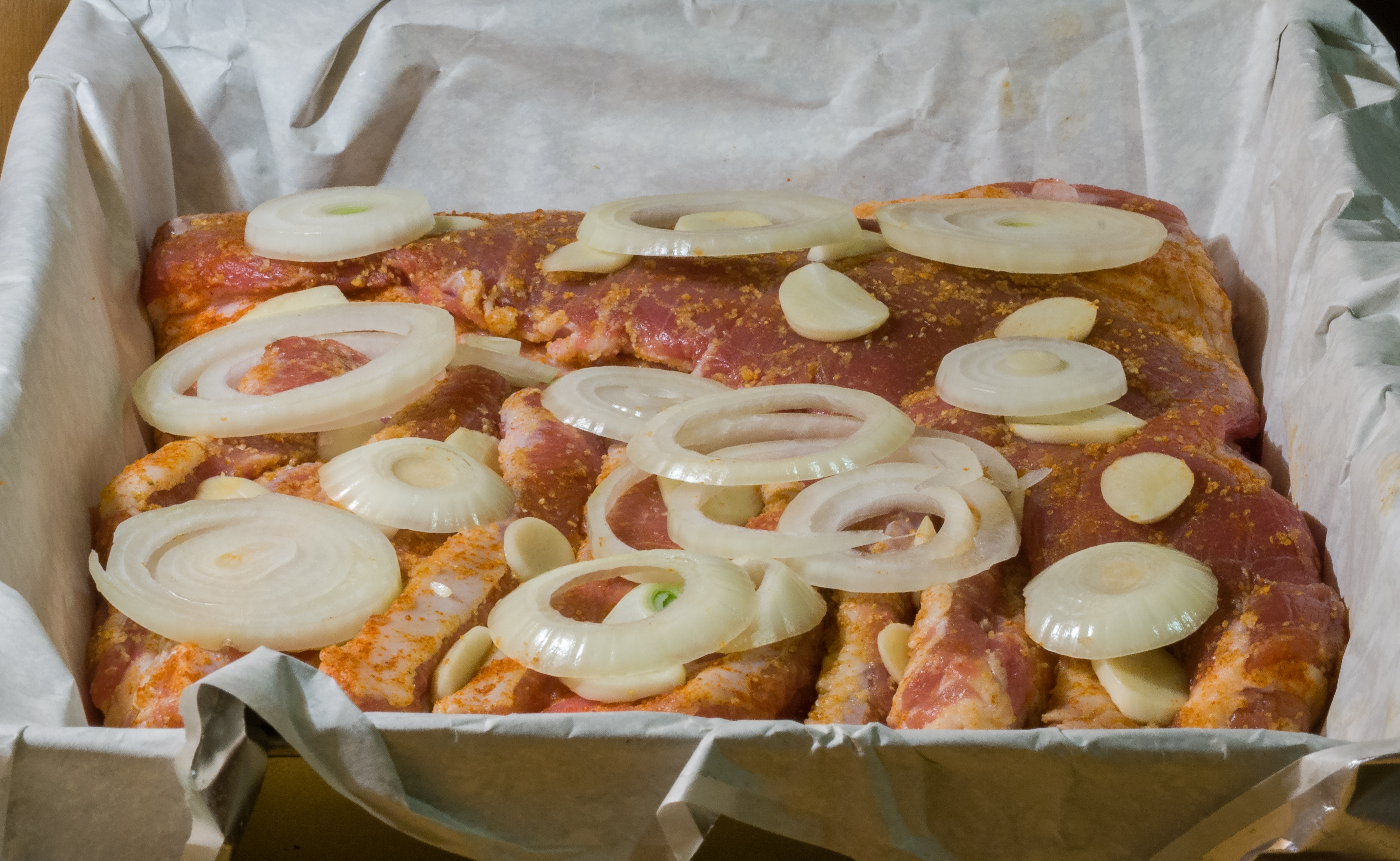
Surowy boczek przygotowany do pieczenia

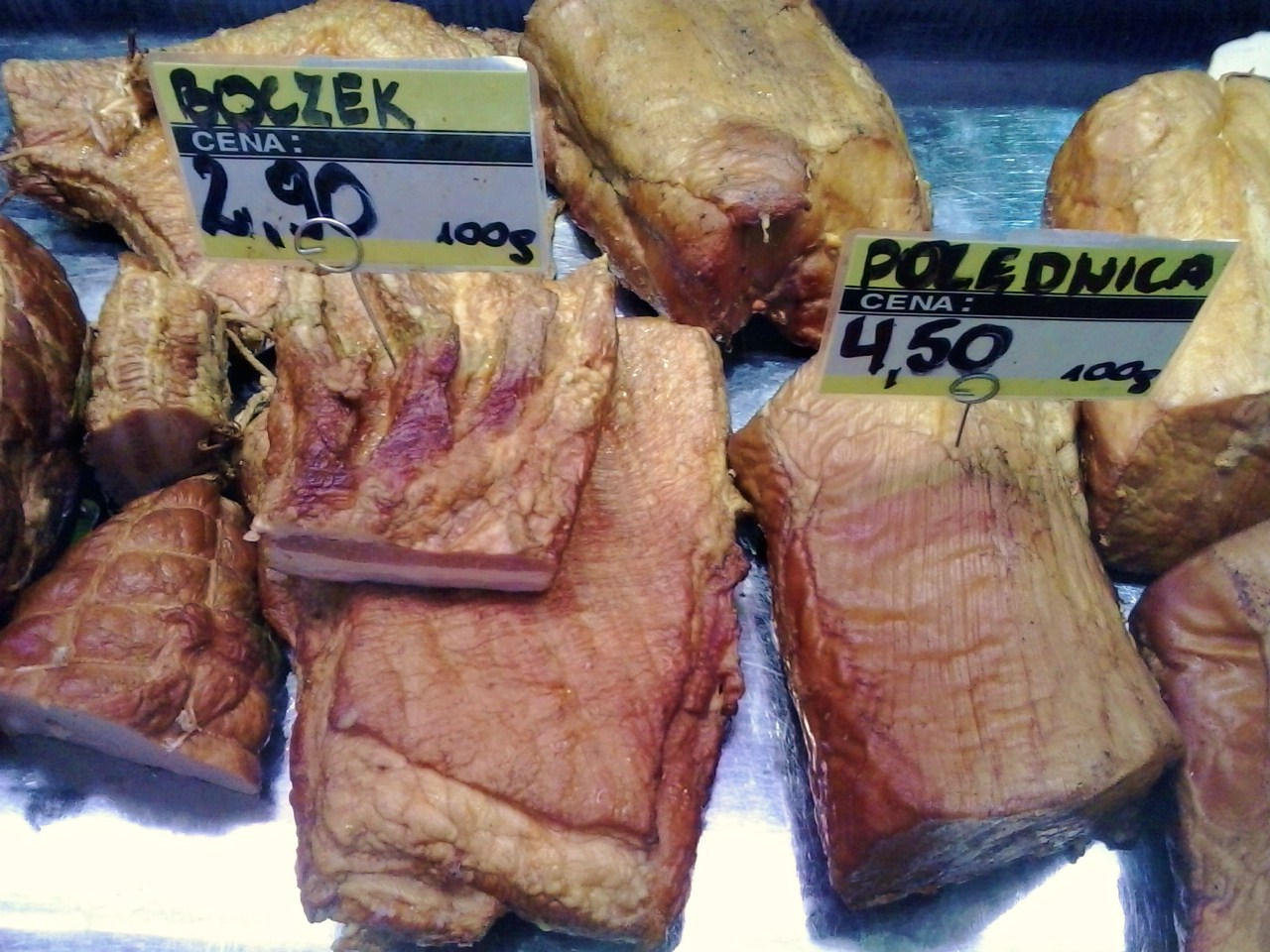
Boczek wśród innych wędzonek na wystawie Smaki Regionów, Poznań 2014

Boczek to część półtuszy wieprzowej, otrzymana za pomocą cięć z jej odcinka środkowego. W omawianej w podręczniku przemysłowej linii rozbioru tusz wieprzowych wykorzystywanej przez firmę Constar, jest osobna linia boczna do obróbki boczków.
Boczek pozyskuje się w dwóch zasadniczych odmianach, omówionych poniżej.

### Boczek wieprzowy z żeberkami
Boczek tego rodzaju zostaje odcięty od półtuszy tak, że pozostają w nim dolne połowy żeber od piątego do ostatniego i połowa mostka wraz z chrząstkami żebrowymi. Cięcie od góry wykonuje się wzdłuż linii biegnącej przez środki długości żeber, od przodu oddzielając łopatkę i pachwinę, zaś od dołu odcinając pas tłuszczu łączący boczek z pachwiną.
W skład tak przygotowanego surowca, oprócz wymienionych powyżej elementów kośćca, wchodzą: mięsień skośny zewnętrzny, mięsień skośny wewnętrzny, mięsień poprzeczny oraz mięśnie międzyżebrowe zewnętrzne i wewnętrzne.
Uzysk boczku wieprzowego z kością i skórą, czyli jego procentowy udział wagowy w masie półtuszy, zależy od kategorii mięsności tuszy w systemie SEUROP i kształtuje się przeciętnie w Polsce następująco: 8,6% (kategoria S), 8,6% (kategoria E), 9,3% (kategoria U), 8,4% (kategoria R), 8,8% (kategoria O) i 8,5% (kategoria P).

### Boczek wieprzowy bez żeberek
Ten wariant przygotowania surowca polega na odcięciu go od półtuszy od góry wzdłuż linii odcięcia płata słoninowego, od tyłu – po linii odcięcia pachwiny, zaś od przodu i dołu analogicznie do boczku z żeberkami. Tak wycięty element powinien mieć kształt prostokątny i składać się z mięśnia skośnego zewnętrznego i wewnętrznego oraz mięśnia poprzecznego.
Uzysk boczku wieprzowego bez kości, ale ze skórą, kształtuje się przeciętnie w Polsce następująco: 7,7% (kategoria S), 7,3% (kategoria E), 8,3% (kategoria U), 7,1% (kategoria R), 7,5% (kategoria O) i 7,6% (kategoria P).

## Boczek jako surowiec kulinarny
Boczek stanowi tkanka tłuszczowa przerośnięta mięśniami. Przeciętny podstawowy skład chemiczny boczku kształtuje się następująco: woda 36,5%, białko 10,1%, tłuszcz 53% i popiół 0,4%.
Boczek może stanowić surowiec potraw gotowanych, pieczonych, smażonych oraz być wykorzystywany w przetwórstwie. Mogą być z niego wytwarzane popularne na polskim rynku wędzonki parzone. W trakcie procesu przetwórczego boczek jest peklowany nastrzykowo, masowany, po czym po upływie okresu peklowania, formowany lub sznurowany. Następnie jest on kolejno wędzony i parzony (rzadziej pieczony). Ostatnimi etapami są studzenie i chłodzenie.

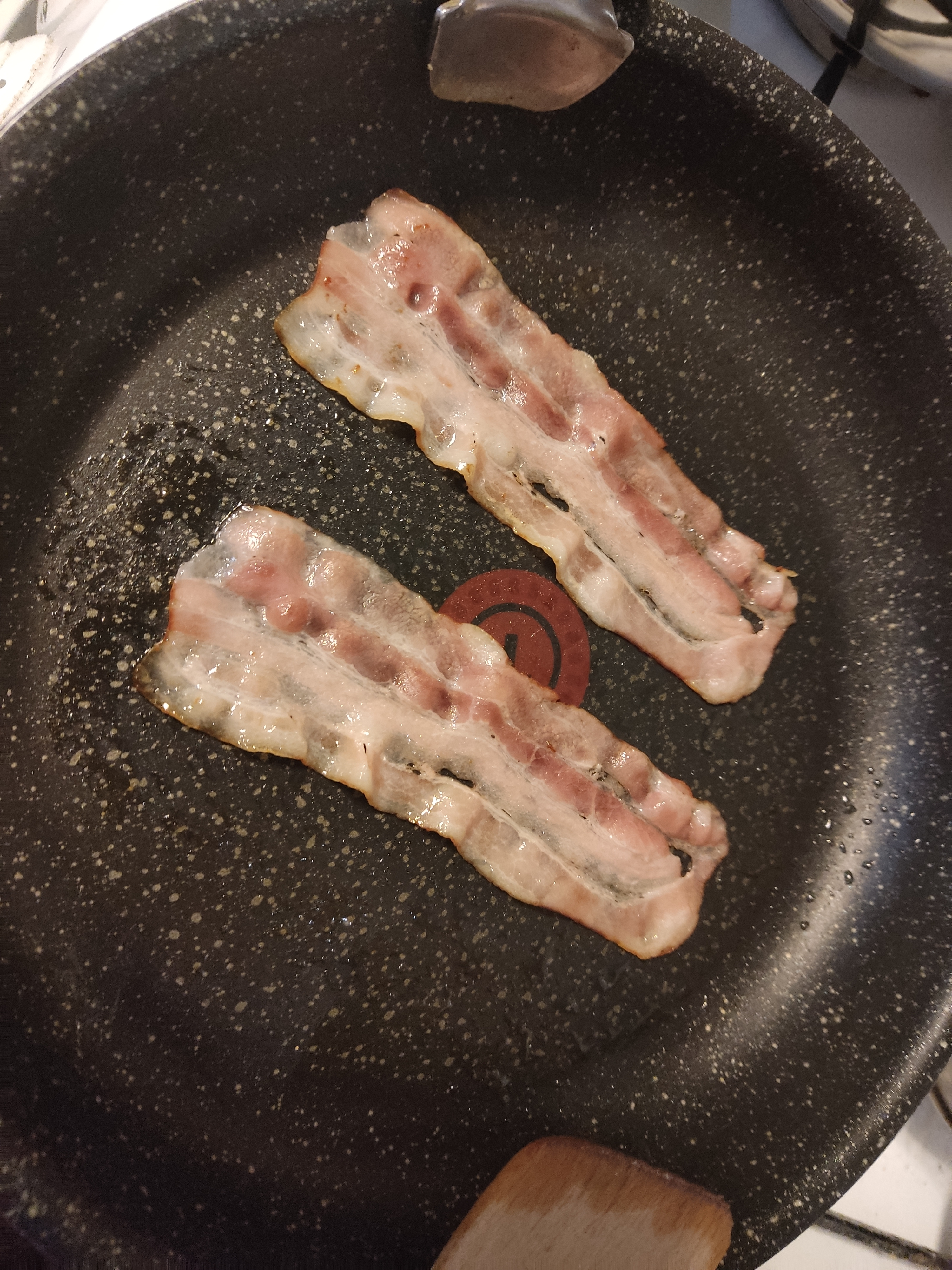
Boczek podczas smażenia

## Boczek jako potrawa tradycyjna
Następujące przetwory z boczku były zarejestrowane w kwietniu 2018 przez Ministerstwo Rolnictwa i Rozwoju Wsi jako produkty tradycyjne:
- Boczek podegrodzki (województwo małopolskie)
- Boczek wiejski z Proszówek (województwo małopolskie)
- Boczek sądecki tradycyjny (województwo małopolskie)
- Boczek duszony w piwie (województwo małopolskie)
- Boczek tradycyjny raciechowicki (województwo małopolskie)
- Boczek gotowany z Podstolic (województwo małopolskie)
- Boczek domowy z Kasinki (województwo małopolskie)
- Boczek tradycyjny z Czernichowa (województwo małopolskie)
- Mazurski boczek wędzony (województwo warmińsko-mazurskie)
- Boczek wędzony z mazurskiej masarni (województwo warmińsko-mazurskie)
- Boczek nadwieprzański (Województwo lubelskie)
- Boczek wędzony z Wisznic (województwo lubelskie)
- Boczek wędzony z Ejszeryszek (województwo podlaskie)
- Boczek wędzony z Zaborowa (województwo łódzkie)
- Boczek wędzony z Bilskiej Woli (województwo łódzkie)
- Nadolski boczek tradycyjnie wędzony (województwo łódzkie)
- Boczek wędzony łuskany z Szadku (województwo łódzkie)
- Boczek wędzony z Wierzeic (Wierzawice) (województwo podkarpackie)
- Boczek wędzony radomyski (województwo podkarpackie)
- Boczek pieczony z Górna (województwo podkarpackie)
- Boczek w słoju z Górna (województwo podkarpackie)
- Boczek wędzony wolski (województwo podkarpackie)
- Boczek wędzony dębowiecki (województwo podkarpackie)
- Boczek z Wetliny (województwo podkarpackie)
- Boczek swojski pilzneński (województwo podkarpackie)